# Janusz Zakrzeński
Janusz Zakrzeński (Przededworze, 8 de marzo de 1936 - Smolensk, 10 de abril de 2010) fue un actor polaco.
Zakrzeński se graduó en el Istituto III LO de Breslavia en 1953. Fue actor del Teatro Juliusz Słowacki de Breslavia (1960–1967), el Teatro Polaco de Varsovia (1967–1974), el Teatro Nowy (1974–1984) y el Teatro Narodowy (1984–1985) todos ellos de Varsovia. Actuó en el Teatro Polaco de Varsovia de 1985 hasta su muerte en 2010. Escribió los libros Moje spotkania z Marszałkiem y Gawędy o potędze słowa.
En 2008, la organización polaca Międzynarodowy Zjazd Sybiraków le premió con el premio de "Embajador de Sybiraks" por su papel en la obra Silent Scream. En 2009, el Congreso también le otorgó el título de "Embajador de Sybiraks" por su trayectoria. Otros galardones fueron el del Orden Polonia Restituta.
Zakrzeński fue uno de los fallecidos en el accidente del Tu-154 de la Fuerza Aérea de Polonia en Smolensk.